# Onthophagus apterus
Onthophagus apterus là một loài bọ cánh cứng trong họ Bọ hung (Scarabaeidae).